# Vyšná Jedľová
Vyšná Jedľová est un village de Slovaquie situé dans la région de Prešov.

## Histoire
Première mention écrite du village en 1572.

## Démographie

### Évolution de la population
| Année:               | 1994. | 2004.   | 2014.   | 2024.   |
| -------------------- | ----- | ------- | ------- | ------- |
| Nombre de personnes: | 189   | 188     | 193     | 185     |
| Différence:          |       | -0,52 % | +2,65 % | -4,14 % |

| Année:               | 2023. | 2024.   |
| -------------------- | ----- | ------- |
| Nombre de personnes: | 181   | 185     |
| Différence:          |       | +2,20 % |